# Mahmoud Ag Aghaly
Mahmoud Ag Aghaly har siden Azawads uafhængighedserklæring været leder for den ikke-anerkendte stats udøvende komité. Han er lederen for det politiske kontor for Den nationale bevægelse for Azawads løsrivelse som har været den ene part i konflikten i det nordlige Mali siden 2012 og erklærede Azawad som en uafhængig stat. Før 2012 arbejdede han som lærer og forretningsmand, og han deltog også i Alliance Démocratique du 23 mai pour le Changement, som tog del i tuaregoprøret i 2007-09.